# Maurice Henry-Coüannier
Maurice Henry-Coüannier né le 21 août 1887 à Roscoff et mort le 2 octobre 1921 à Paris est un écrivain français.

## Biographie
D'une famille paternelle de magistrats et négociants rennais, il est issu par sa mère d'une lignée d'officiers de marine nantais et brestois. Son père Paul est président du Tribunal de Rennes quand il naît le 21 août 1887 à Roscoff. 
Il prépare l'École des chartes puis poursuit des études de droit. Il publie, sur le conseil du comte Albert de Mun (de l'Académie française), un premier roman, Le Clocher Fleuri sous le pseudonyme Maurice La Belangeraie. Ce roman est couronné par l'Académie française. Encouragé par ce succès, il publie sous son nom un conte, La Fausse Princesse, qui reçoit également un bon accueil.
Mobilisé en 1914, il est très gravement blessé à l'épaule droite durant la bataille des Éparges, près de Verdun le 19 mars 1915. 
Après la guerre, il vit une véritable conversion mystique, renonce au roman, qui lui paraît une voie futile, et rédige, sur le conseil de monseigneur Edmond Loutil, dit Pierre l'Ermite, curé de Saint-François de Sales à Paris, une vie du grand saint savoyard, Saint François de Sales et ses amitiés. Mais il meurt des suites de ses blessures le 2 octobre 1921 à l'âge de 34 ans au sein de la clinique Oudinot dans le 7e arrondissement de Paris. 
N'ayant pas pu publier ce dernier ouvrage, c'est sa sœur et son cousin qui mèneront à bien la tâche d'édition chez Per Orbem en 1922. Ce livre a immédiatement un fort succès et a connu depuis plusieurs éditions, y compris à l'étranger. La plus récente date de 1979 par les bons soins de l'Ordre de la Visitation.